# Pianoconcert nr. 4 (Saint-Saëns)
Het Pianoconcert nr. 4 in c-mineur, opus 44 is een compositie van de Franse componist Camille Saint-Saëns gecomponeerd in 1875.
Het werk bestaat uit twee delen:
1. Allegro moderato
2. Allegro vivace

## Geschiedenis
Saint-Saëns' vierde pianoconcert beleefde haar première op 31 oktober 1875 tijdens de opening van Edouard Colonne's "Artistiek Genootschap", een serie van concerten opgedragen aan Georges Bizet. Het concert werd geprezen als een combinatie van "de kracht van Liszt en de beleefdheid van Chopin".
Dit pianoconcert was Saint-Saëns' eerste experiment om te variëren op de klassieke concertvorm. Hij verdeelde het werk in twee delen, die op hun beurt weer in twee delen zijn verdeeld. Qua opbouw vertoont het werk enige gelijkenis met zijn derde symfonie.
Critici vermeldden dat het werk niet ergens tot leidt, in de zin van "naartoe werken". Dit lijkt ook te gebeuren door de twee delen. Desalniettemin wordt dit concert ná zijn tweede als favoriet beschouwd van de vijf pianoconcerten die hij schreef.

## Het pianoconcert
Het pianoconcert heeft geen uitgebreid openingsthema. De strijkers spelen pizzicato, wat wordt opgebouwd naar een tritonus (C tot Fis). Het orkest en pianist wisselen motieven van het eerste thema uit. Het thema wordt opgesmukt met grote lopen over het klavier. Een luid C-majeurakkoord schalt uit het orkest waarna een thema in As majeur wordt ingezet, gemarkeerd als Andante. Snelle arpeggio's en toonladders gelden nu voor de piano. De tritonus komt weer terug. Grote gebroken akkoorden werken naar het einde van het eerste deel toe.
De sfeer van het tweede deel staat in scherp contrast tot het eerste. Het is wat vrolijker. Het thema uit het eerste deel komt scherzoachtig terug. Het eindthema in C-majeur is koraalachtig en vol bravoure.